# 辻井京雲
辻井 京雲（つじい けいうん、1944年 - 2019年）は、日本の書家。本名は辻井義昭。北海道雨竜町出身。近代詩文書と漢字書の融合を特徴とし、国内外で活動した。北海道教育大学名誉教授。Japanesque Lab代表の書家・辻井樹は息子。

## 略歴
1944年、北海道空知管内雨竜町に生まれる。北海道学芸大学（現・北海道教育大学）書道科を卒業後、1968年に上京し、金子鷗亭に入門、受賞・入賞を重ねた。1975年から2010年まで北海道教育大学で教鞭をとり、多くの後進を育成した。
1989年から1990年にかけて、ロンドン大学SOASおよびオックスフォード大学で客員講師を務め、大英博物館の客員研究員も兼任した。1993年には書道研究グループ「書圏」を創設。北海道書道展理事長、創玄書道会常務理事、毎日書道会評議員などを歴任。2019年5月、逝去。享年74。

## 作風と思想
近代詩文書（漢字かな交じりの詩文による作品）を主軸に、古典臨書や漢字書の造形的美しさも追求した。叙情的な作品から構成重視の抽象性まで幅広い作風をもち、1994年ロンドンで発表した「鶴」や草野心平の詩を基にした作品では、大胆な構成や直線的な表現を見せた。
師である金子鷗亭の「書は一般の人に親しまれるべき」という思想を継承しつつ、北海道を拠点に国際的な視野をもった創作を展開。「伝統と革新の共存」を自身の信条とした。

## 国際展と活動

### 主な国際展覧会
- 1990年 - 「北海道-アルバータ姉妹都市10周年記念書道展」（カナダ・エドモントン）[2]
- 1991年 - 「ジャパンフェスティバル’91」（ロンドン、作品《瑞雲起》揮毫）[4]
- 1994年 - 「JAPANESQUE – うるしと書の二人展」（RCAギャラリー・ロンドン、漆芸家伊藤隆一との二人展）[5]
- 2013年 - 「Sho 2 – 現代日本の書100人展」（ギメ東洋美術館・パリ、代表作《墨響》、ポスター掲載）[6]
- 2015年 - 「L’Empire de l’encre – 墨の世界」（ギメ東洋美術館・パリ、作品《秘華》）[7]

### ギャラリー墨響
2014年、雨竜町に「辻井京雲ギャラリー 墨響」が開設され、代表作を常設展示している。

## 受賞歴
- 1970年 - 創玄書道展 書道会賞
- 1973年 - 毎日書道展 毎日賞、日展 初入選
- 1977年 - 創玄書道展 大賞
- 1979年 - 毎日書道展 準大賞
- 1981年 - 創玄書道展 文部大臣奨励賞、北海道書道展 大賞
- 2003年 - 札幌芸術賞
- 2017年 - 北海道文化賞[9]